# Ziel (Oude Egypte)

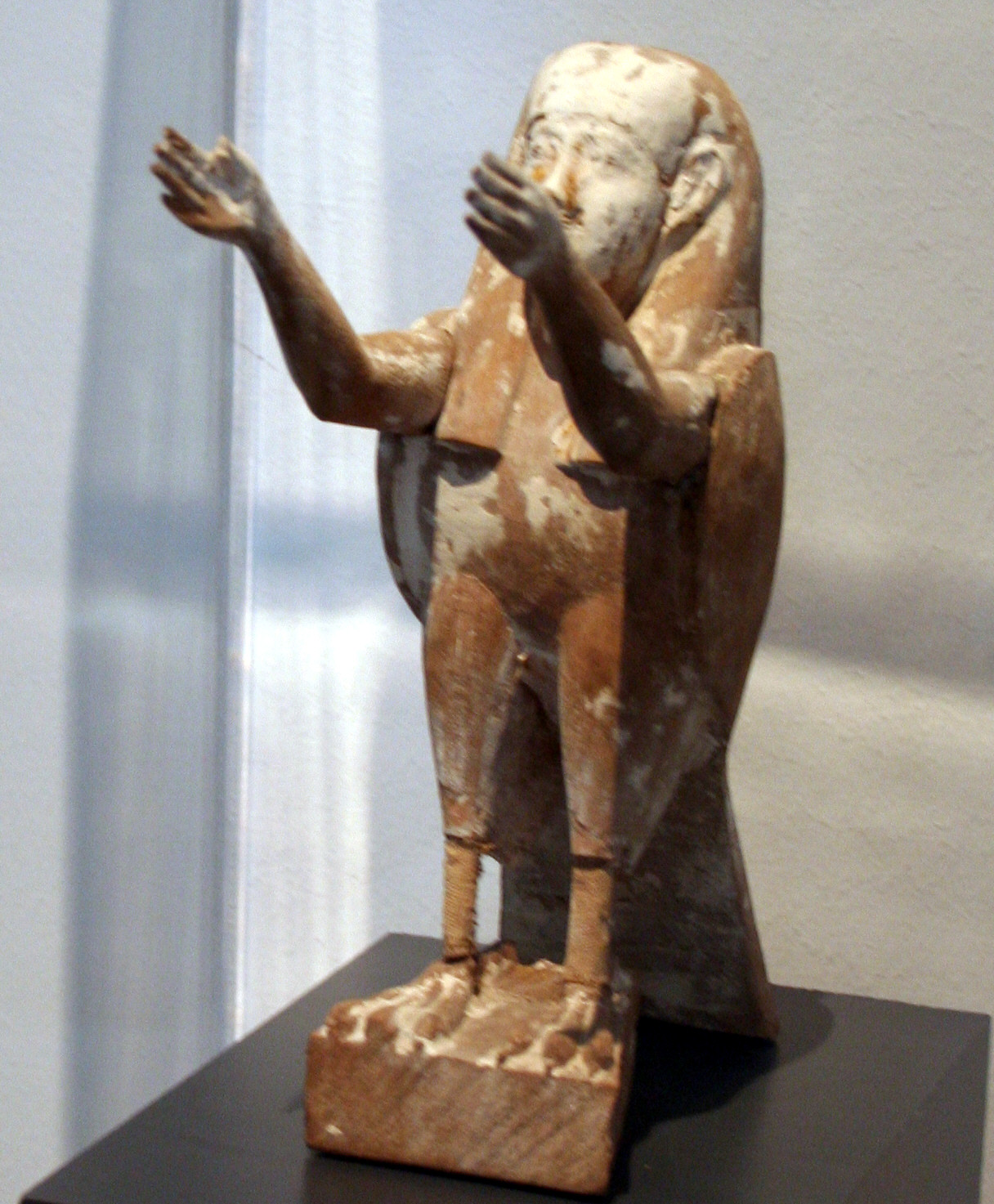
De ziel Ba, de armen geheven om water en voedsel van de goden te ontvangen, houten beeldje, Roemer- end Pelizaeus-Museum Hildesheim, Duitsland

Het concept van de Ziel in het Oude Egypte was meervoudig. Een mens bestaat volgens de Egyptische religie uit acht verschillende zielen: Ka, Ba, Khaibit, Khu, Sekhem, Ren, Sahu en Ab, variërend van fysiek tot geestelijk.
- Khat, fysiek lichaam.

- Ka, of 'dubbel', blijft na het overlijden 'aardgebonden', dicht bij het lijk en de tombe aanwezig.
- Ba, voorgesteld als een vogel of vogel met een mensenhoofd, is vrij te vliegen tussen de tombe en de onderwereld.
- Kaibit, of schaduw
- Khu, of 'spirituele ziel'
- Sekhem, of 'kracht'
- Ren, of 'naam'
- Sahu, of 'spiritueel lichaam'
- Ab, of hart, gezien als het centrum van het spirituele en denkende leven, 'geweten'. De eigenaar drukt tijdens het leven indrukken van gemaakte keuzes af op het hart. Het hart wordt gewogen tijdens het oordeel in de onderwereld.